# Marie-Thérèse Humbert
Marie-Thérèse Humbert (sinh ngày 17 tháng 7 năm 1940) là một nhà văn người Mauritius. Cô là một người nhận giải Grand Prix des speechrices de Elle.

## Tiểu sử
Cô sinh ra ở Quatre Bornes và được giáo dục tại Đại học Cambridge và Sorbonne. Cô chuyển đến Pháp vào năm 1968. Cô chạy đua với tư cách là ứng cử viên xã hội ở bộ phận Indre của Pháp và cũng là ứng cử viên cho chính quyền thành phố ở Saint-Julien-de-Vouaugees.

## Tác phẩm được chọn[1]

### Tiểu thuyết
- À l'Autre bout de moi (1979), nhận được Grand Prix des lectrices de Elle
- Le Volkaméria (1984)
- Une robe d'écume et de vent (1989)
- Un fils d'Orage (1992), đã nhận được giải thưởng Prix Terre de France
- La montagne des Signaux (1994)
- Le chant du seringat la nuit (1997)
- Amy (1998)
- Comme un voile d'ombres (2000)

### Truyện ngắn
- "En guise de préface" trong Maurice, le tour de l'île en quatre-vingts lieux (1994)
- "Parole de sen" trong Au tour des femmes (1995)
- "De la Lumière, de l'amour et du im lặng", "Le tout ainsi, en vrac" và "Clopin-clopant" trong Raymonde Vincent, 1908-1985, hommages (1995)
- "Adeline" trong Tombeau du cœur de François II (1997)
- "La véritable histoire de notre mère Eve au Jardin d'Eden" trong Elles, Histoires de femmes (1999)
- "Les galants de Lydie" trong Une enfance outremer (2001)
- "Fr Parentité; hommage au poète Édouard Maunick" ở lục địa Riveneuve, Mùa đông 2009-2010